# Piet Leysing
Piet Leysing, Taufname Petrus Josephus Leysing (* 1885 in Doornenburg bei Bemmel; † 1933 in Düsseldorf), war ein deutsch-niederländischer Landschafts- und Genremaler der Düsseldorfer Schule.

## Leben
Aus den Niederlanden waren Leysings Eltern um die Jahrhundertwende nach Duisburg gekommen. Dort begann er eine Lehre als Maler und Anstreicher. Während eines Krankenhausaufenthalts erkannte der ihn behandelnde Arzt sein Talent zur Malerei und riet ihm, Kunstmaler zu werden. Da sich der Arzt außerdem bereit erklärte, ein Studium zu finanzieren, konnte Leysing von 1903 bis 1908 die Kunstakademie Düsseldorf besuchen. Julius Paul Junghanns und Peter Janssen der Ältere waren dort seine Lehrer. Um seine Kenntnisse zu erweitern, unternahm Leysing Studienreisen nach Holland, Belgien und Frankreich. Eine Auftragsarbeit führte ihn 1918 nach Rees am Niederrhein, wo er zunächst im „Inselgasthof“ der Familie Nass wohnte und später in das Haus Huiskes in der Oberstadt wechselte. Auch das Haus Bettray zählte zu seinen Wirkungsstätten in Rees. Geplagt von Depressionen zog er 1932 nach Düsseldorf, wo er 1933 verstarb.
Zur Erinnerung an Leysing richtete die Stadt Rees im Koenraad-Bosman-Museum das Leysing-Zimmer mit elf seiner Gemälde ein. Außerdem benannte sie eine Straße nach ihm.

## Werke (Auswahl)

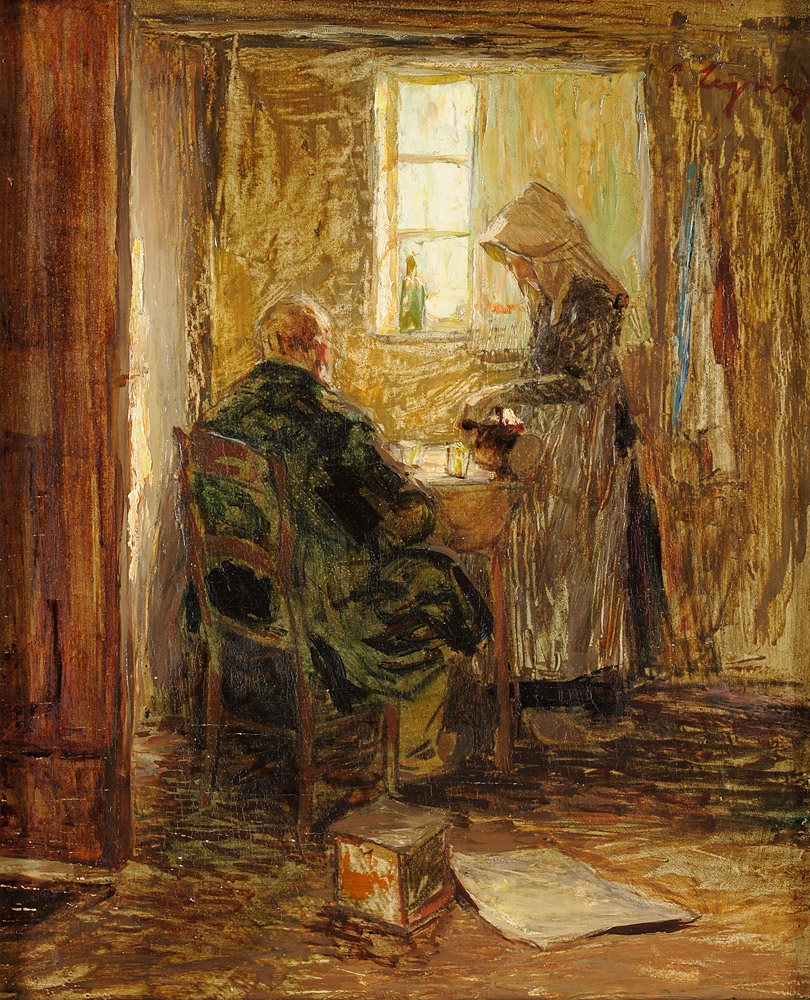
Der Nachmittagstee

Leysing zählt zu den „Niederrheinmalern“ der Düsseldorfer Schule. Sein Stil war von der klassischen niederländischen Malerei beeinflusst. Leysings bevorzugte Motive waren alltägliche Szenen des Landlebens.
- Der Nachmittagstee
- Beim Gemüseputzen
- Fischer an der Mole
- Kopfweiden im Schnee
- Interieur mit Zeitung lesendem Paar
- Fischer beim Netzflicken